# 帕里利亚斯
帕里利亚斯，是西班牙卡斯蒂利亚-拉曼恰托莱多省的一个市镇。总面积51平方公里，总人口428人（2001年），人口密度8人/平方公里。